# Staatsmeisterschaft von Paraíba (Frauenfußball)
Die Staatsmeisterschaft von Paraíba für Frauenfußball (portugiesisch Campeonato Paraíbano de Futebol Feminino) ist die seit 2008 von der Federação Paraibana de Futebol (FPF) ausgetragene Vereinsmeisterschaft im Frauenfußball des Bundesstaates Paraíba in Brasilien.

## Geschichte
Eine offizielle Meisterschaft für Frauenfußball wurde in Paraíba erstmals 2008 ausgetragen. An ihr haben acht Vereine teilgenommen, danach waren es bis einschließlich der Saison 2017 sechs. Alle bisherigen Meisterclubs sind in der Landeshauptstadt João Pessoa beheimatet.
Über die Staatsmeisterschaft wird die Qualifikation für die Copa do Brasil Feminino und seit 2017 für die brasilianischen Meisterschaft der Frauen entschieden, zuerst für deren zweite Liga (Série A2) und seit 2021 für die dritte Liga (Série A3).

## Meisterschaftshistorie

### Ehrentafel der Gewinner
| Rekordmeister: Botafogo FC | 0 |         |                                       |
| Rekordmeister: Botafogo FC | 0 | 6 Titel | Botafogo FC                           |
| Rekordmeister: Botafogo FC | 0 | 2 Titel | Esportiva VF4 Mixto EC                |
| Rekordmeister: Botafogo FC | 0 | 1 Titel | AA Portuguesa CR Kashima Auto Esporte |

### Chronologie der Meister
| Saison | Meister                          | Vizemeister                      | Torschützenkönigin                                                                                         |       |
| ------ | -------------------------------- | -------------------------------- | --- | ----- |
| 2008   | AA Portuguesa                    | Treze 2001 de Guarabira          | ? |       |
| 2009   | Meisterschaft nicht ausgetragen. | Meisterschaft nicht ausgetragen. | Meisterschaft nicht ausgetragen.                                                                           |       |
| 2010   | Meisterschaft nicht ausgetragen. | Meisterschaft nicht ausgetragen. | Meisterschaft nicht ausgetragen.                                                                           |       |
| 2011   | Botafogo FC                      | Auto Esporte                     | Lú Meireles (Botafogo FC; 9)                                                                               |       |
| 2012   | CR Kashima                       | EC Cabo Branco                   | ? | [ 1 ] |
| 2013   | Meisterschaft nicht ausgetragen. | Meisterschaft nicht ausgetragen. | Meisterschaft nicht ausgetragen.                                                                           |       |
| 2014   | Meisterschaft nicht ausgetragen. | Meisterschaft nicht ausgetragen. | Meisterschaft nicht ausgetragen.                                                                           |       |
| 2015   | Botafogo FC                      | CR Kashima                       | Lú Meireles (Botafogo FC; 14)                                                                              |       |
| 2016   | Botafogo FC                      | CR Kashima                       | Lú Meireles (Botafogo FC; 21)                                                                              |       |
| 2017   | Botafogo FC                      | CR Kashima                       | Lú Meireles (Botafogo FC; 10)                                                                              |       |
| 2018   | Botafogo FC                      | Mixto EC                         | Maíza Poivesan (Mixto EC; 11)                                                                              | [ 2 ] |
| 2019   | Auto Esporte                     | Mixto EC                         | Letícia (Auto Esporte; 17)                                                                                 |       |
| 2020   | Botafogo FC                      | Auto Esporte                     | Letícia (Botafogo FC; 11)                                                                                  | [ 3 ] |
| 2021   | Esportiva VF4                    | Botafogo FC                      | Lú Meireles (Botafogo FC; 6) Willi (Botafogo FC; 6) Laura (Esportiva VF4; 6) Josi Matos (Esportiva VF4; 6) | [ 4 ] |
| 2022   | Esportiva VF4                    | Mixto EC                         | Laura (Esportiva VF4, 10)                                                                                  | [ 5 ] |
| 2023   | Mixto EC                         | Esportiva VF4                    | Tamara (Mixto EC; 12)                                                                                      | [ 6 ] |
| 2024   | Mixto EC                         | Botafogo FC                      | Tamara (Mixto EC; 24)                                                                                      | [ 7 ] |